# Amblytropidia minor
Amblytropidia minor är en insektsart som beskrevs av Bruner, L. 1911. Amblytropidia minor ingår i släktet Amblytropidia och familjen gräshoppor. Inga underarter finns listade i Catalogue of Life.